# ریکاردو بونتو
ریکاردو بونتو (انگلیسی: Riccardo Bonetto؛ زادهٔ ۲۰ مارس ۱۹۷۹) بازیکن فوتبال اهل ایتالیا است.
از باشگاه‌هایی که در آن بازی کرده‌است می‌توان به باشگاه ورزشی لاتزیو، باشگاه فوتبال آسکولی، باشگاه فوتبال یوونتوس، باشگاه فوتبال بولونیا، باشگاه فوتبال امپولی، باشگاه فوتبال لیورنو، باشگاه فوتبال نووارا، و باشگاه فوتبال اتلتیکو آرتزو اشاره کرد.